# Гаркуша Ігор Євгенійович
І́гор Євге́нійович Гарку́ша (12 травня 1963 р., Люботин, Харківська область) — український вчений у галузі фізики плазми, доктор фізико-математичних наук, професор, лауреат Державної премії України в галузі науки і техніки, академік НАН України.

## Життєпис
У 1986 р. закінчив Харківський університет.
Після закінчення вишу працював у Національному науковому центрі «Харківський фізико-технічний інститут» старшим лаборантом. З 2002 р. — начальник лабораторії, з 2006 р. — заступник генерального директора з досліджень.
У 1992 р. захистив кандидатську дисертацію в Харківському університеті, у 2007 р. — докторську дисертацію в Інституті електрофізики і радіаційних технологій НАН України (Харків).
З 2011 р. очолює Інститут фізики плазми ННЦ ХФТІ.
Завідує кафедрою прикладної фізики та фізики плазми ХНУ ім. В. Н. Каразіна, професор.
Член виконавчого комітету Міжнародного енергетичного агентства (IEA) зі стелараторної/геліотонної концепції, наукового комітету Міжнародного центру щільної замагніченої плазми (ICDMP).
Зробив вагомий внесок у залучення українських науковців до програми ЄС «Горизонт Європа», а також у набуття Україною асоційованого членства в програмі Євратом. Координатор українських термоядерних досліджень у програмі «Євратом-Горизонт». Член генеральної асамблеї EUROfusion і представник України в програмному комітеті Євратом.
З 2021 р. — академік НАН України у відділенні ядерної фізики та енергетики.

## Наукові досягнення
Гаркуша є автором понад 400 наукових публікацій, серед яких 1 монографія і 235 статей. Має 16 патентів України.
Отримав фундаментальні результати у галузях фізики прискорювачів плазми, плазмодинаміки, взаємодії потужних плазмових потоків з магнітними полями та матеріалами термоядерних реакторів, розроблення нових методів діагностики високотемпературної плазми і плазмових технологій.